# カール＝ハインツ・ルンメニゲ
カール＝ハインツ・ルンメニゲ（Karl-Heinz Rummenigge、1955年9月25日 - ）は、ドイツ出身の元サッカー選手。元西ドイツ代表。ポジションはFW。主にブンデスリーガのFCバイエルン・ミュンヘンでプレーした。1980年、1981年と2度のバロンドールを受賞し、その著しい活躍から『ミスターヨーロッパ』とも称えられた。引退後は、バイエルン・ミュンヘンの重職を歴任している。弟のミヒャエル・ルンメニゲはJリーグ、浦和レッズでもプレーした。

## 経歴

### クラブ
1955年、ノルトライン＝ヴェストファーレン州リップシュタットに生まれた。1963年、地元のボルシア・リップシュタットでサッカーを始めた。子供の頃のアイドルはサンドロ・マッツォーラだった。10代の頃、ここでの活躍はドイツ国内で知れ渡るようになっていた。
18歳の頃にはバイエルン・ミュンヘン、シャルケ04、ボルシア・ドルトムントなど、ブンデスリーガの14チームからオファーを受けた。一番最初のオファーはバイエルンであったが、周囲の人間たちからは、バイエルンはいい選手が揃っているので、加入しても出場出来ないだろうと言われ、ボルシア・リップシュタットの監督に相談したところ、バイエルンに行くことを勧められた。1974-75シーズン、デットマール・クラマーの勧誘によりバイエルン・ミュンヘンに入団。 ブンデスリーガへのデビューは、1974年8月24日のオッフェンバッハ戦。9月7日、ポカールのVfBシュトゥットガルト戦で公式戦でのプロ初ゴールを決めた。リーグ第4節の1.FCケルン戦でブンデスリーガ初ゴールを決めた。このシーズンは、リーグ戦の25試合に出場、4得点。また、同シーズンのUEFAチャンピオンズカップでは、4試合に出場し、無得点であったが、大会初優勝を果たした。
1975-76シーズンからレギュラーポジションを掴み、UEFAチャンピオンズカップ連覇。インターコンチネンタルカップでも優勝。このシーズンの公式戦50試合に出場、13得点を決めた。10月6日ウェールズ戦で西ドイツ代表デビューを飾った。
1976-77シーズン、インターコンチネンタルカップを連破、このシーズンの公式戦42試合で15得点を挙げた。1977-78シーズン、1977年11月にクラマー監督は解任され、チームはリーグ12位、UEFAカップもベスト16止まりであった。個人としては、公式戦38試合で14得点を決めた。
1979-80シーズン、リーグ戦では第34節のアイントラハト・ブラウンシュヴァイク戦でのハットトリックを含む、トータルで26ゴールを決め、初のブンデスリーガ得点王を獲得した。
1980-81シーズン、リーグ戦では第12節の1.FCニュルンベルク戦、第28節のMSVデュースブルク戦、第33節のボルシア・メンヒェングラートバッハ戦と3度のハットトリックを含む、29ゴールを決め、2度目のブンデスリーガ得点王を獲得した。また、12月にはバロンドール受賞。
1981-82シーズン、2年連続でバロンドール受賞。ブンデスリーガ、DFBポカールの二冠達成した。ポカール決勝の1.FCニュルンベルク戦では1ゴール1アシストを決めて優勝に貢献した。このシーズン、チャンピオンズカップでは、決勝でアストンヴィラに敗れた。1982-83シーズン、公式戦42試合で21得点を決めた。

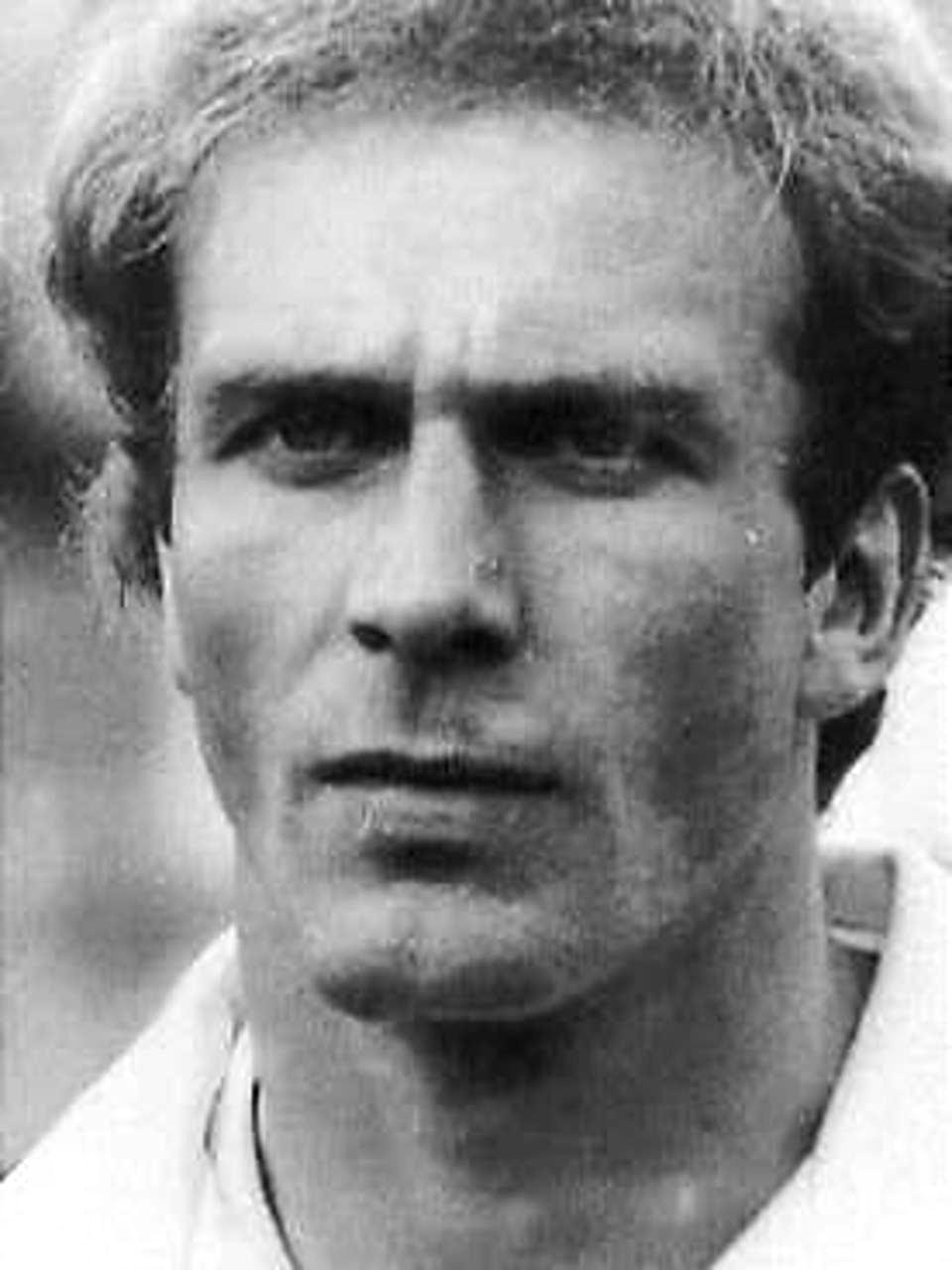
西ドイツ代表時代（1982年）

1983-84シーズン、リーグ戦では第7節のSVヴァルトホーフ・マンハイム戦でハットトリックを、第21節のオッフェンバッハ戦では4ゴールを挙げ、第22節のブレーメン戦では弟のミヒャエルと共にゴールを決めるなど、トータルで26ゴールを決め、ブンデスリーガで3度目の得点王を獲得。ブンデスリーガ、DFBポカール二冠を達成。このシーズンの公式戦42試合で32得点を記録した。このシーズンでバイエルンを退団、以降母国のクラブでプレーすることは無かった。ブンデスリーガでは通算310試合162ゴール、ポカールでは42試合25ゴールの成績を残した。
1984-85シーズン、インテル・ミラノからオファーを受け、8月に、600万ユーロでイタリアのインテルへ移籍。この金額は当時、ディエゴ・マラドーナに次いで、史上2番目に高額な移籍金であった。ここではアルトヴェリ、リアム・ブレイディとチームの攻撃を担った。8月22日のコッパ・イタリア、S.P.A.L.戦で移籍後初ゴールを挙げた。セリエA第8節のユヴェントスとのイタリアダービーでセリエA初ゴールを含む2ゴールを挙げた。移籍1年目は、リーグ戦26試合で8得点に終わったが、コッパ・イタリアで5得点、UEFAカップでの5得点を決めた。UEFAカップでは準決勝まで進んだが、レアル・マドリードに敗れた。2シーズン目にはリーグ戦では24試合で13ゴール、年間トータルでは19ゴールを挙げたが、3シーズン目はアキレス腱の怪我に悩まされ、年間トータルで僅か24試合6ゴールに終わった。インテルからは、契約延長を提示されず、チームを去ることとなった。
1987年、スイスのセルヴェットFCへ移籍し、2シーズン活躍した後の1989年に、33歳で現役を引退。

### 代表
西ドイツ代表では、1976年10月6日ウェールズ戦でデビュー。1977年10月8日のイタリア戦で代表初ゴールを挙げた。
1978年、ワールドカップアルゼンチン大会では1次リーグのメキシコ戦でワールドカップ初出場を果たし、2ゴールを決め、2次リーグのオーストリア戦でも1ゴールを決めたが、2次リーグで敗退し、準決勝には進出出来ず、6試合3得点
1980年のUEFA欧州選手権では決勝のベルギー戦でホルスト・ルベッシュの決勝ゴールをアシストして優勝に貢献した。
ワールドカップスペイン大会では1次リーグのアルジェリア戦で1ゴール、チリ戦ではハットトリックを決め、準決勝のフランス戦の延長戦でもゴールを決め、決勝進出したが、決勝のイタリア戦ではゴールを決められず、チームも敗れて準優勝に終わった。
1986年、ワールドカップメキシコ大会決勝のアルゼンチン戦でもゴールを決めたが、2-3と敗れた。大会後代表を引退、同試合が代表最後の出場であった。
1982年、1986年大会とも怪我を抱えながらの出場ながら、3大会で計19試合に出場して9ゴールを挙げ、2度決勝に進出したが、どちらの大会とも敗れ準優勝に終わった。代表通算では95試合45ゴールの成績を残した。

## 引退後
1990年からドイツ公共放送連盟(ARD)の解説者を務めた。翌1991年、バイエルン・ミュンヘンに副会長として復帰、2002年、フランツ・ベッケンバウアーの後任として同クラブの最高経営責任者（CEO）に就任。2021年6月をもって勇退した。
2004年に、ペレが選ぶ偉大なサッカー選手100人(FIFA100)に選出される。

## エピソード
- 1993年から1995年に浦和レッドダイヤモンズに所属していたミヒャエル・ルンメニゲは実弟にあたる[7]。

- 自身が代表取締役をつとめるバイエルン・ミュンヘンは、2006年に浦和レッズとパートナーシップを締結、同年7月31日には埼玉スタジアムで行われた両チームの親善試合に、バイエルンOBチームの一員として試合に参加して2ゴールを挙げる活躍を見せた[12]。

- まだ無名だった頃、1975年1月にバイエルンミュンヘンの一員として来日、1月7日の日本代表との試合では開始1分でゴールを決めている。

## 個人成績

### クラブ
| クラブ       | シーズン | リーグ         | リーグ | リーグ | カップ1 | カップ1 | 国際大会2 | 国際大会2 | その他3 | その他3 | 合計 | 合計 |
| クラブ       | シーズン | リーグ         | 出場   | 得点   | 出場    | 得点    | 出場      | 得点      | 出場    | 得点    | 出場 | 得点 |
| ------------ | -------- | -------------- | ------ | ------ | ------- | ------- | --------- | --------- | ------- | ------- | ---- | ---- |
| バイエルン   | 1974–75  | ブンデスリーガ | 21     | 5      | 3       | 1       | 4         | 0         | —       | —       | 28   | 6    |
| バイエルン   | 1975–76  | ブンデスリーガ | 32     | 8      | 7       | 2       | 9         | 3         | 2       | 0       | 50   | 13   |
| バイエルン   | 1976–77  | ブンデスリーガ | 31     | 12     | 5       | 2       | 6         | 1         | 4       | 0       | 46   | 15   |
| バイエルン   | 1977–78  | ブンデスリーガ | 29     | 8      | 3       | 0       | 6         | 6         | —       | —       | 38   | 14   |
| バイエルン   | 1978–79  | ブンデスリーガ | 34     | 14     | 2       | 0       | —         | —         | —       | —       | 36   | 14   |
| バイエルン   | 1979–80  | ブンデスリーガ | 34     | 26     | 3       | 5       | 10        | 5         | —       | —       | 47   | 36   |
| バイエルン   | 1980–81  | ブンデスリーガ | 34     | 29     | 3       | 4       | 8         | 6         | —       | —       | 45   | 39   |
| バイエルン   | 1981–82  | ブンデスリーガ | 32     | 14     | 7       | 7       | 9         | 6         | —       | —       | 48   | 27   |
| バイエルン   | 1982–83  | ブンデスリーガ | 34     | 20     | 2       | 0       | 6         | 1         | —       | —       | 42   | 21   |
| バイエルン   | 1983–84  | ブンデスリーガ | 29     | 26     | 7       | 4       | 6         | 2         | —       | —       | 42   | 32   |
| バイエルン   | 通算     | 通算           | 310    | 162    | 42      | 25      | 64        | 30        | 6       | 0       | 422  | 217  |
| インテル     | 1984–85  | セリエA        | 26     | 8      | 9       | 5       | 9         | 5         | —       | —       | 44   | 18   |
| インテル     | 1985–86  | セリエA        | 24     | 13     | 6       | 2       | 9         | 3         | —       | —       | 39   | 18   |
| インテル     | 1986–87  | セリエA        | 14     | 3      | 5       | 2       | 5         | 1         | —       | —       | 24   | 6    |
| インテル     | 通算     | 通算           | 64     | 24     | 20      | 9       | 23        | 9         | —       | —       | 107  | 42   |
| セルヴェット | 1987–88  | スーパーリーグ | 28     | 10     |         |         | —         | —         | —       | —       | 28   | 10   |
| セルヴェット | 1988–89  | スーパーリーグ | 32     | 24     |         |         | 4         | 0         | —       | —       | 36   | 24   |
| セルヴェット | 通算     | 通算           | 60     | 34     |         |         | 4         | 0         | —       | —       | 64   | 34   |
| 総通算       | 総通算   | 総通算         | 434    | 220    | 62      | 34      | 91        | 39        | 6       | 0       | 593  | 293  |

- 1.^ DFBポカール、コッパ・イタリア、スイスカップ
- 2.^ ヨーロピアン・カップ、UEFAカップ、UEFAカップウィナーズカップ
- 3.^ インターコンチネンタルカップ、UEFAスーパーカップ.

### 代表
- 1976-1986　西ドイツ代表　95試合45得点
  - FIFAワールドカップ出場　3回（1978アルゼンチン大会、1982スペイン大会、1986メキシコ大会）
  - UEFA欧州選手権出場　2回（1980イタリア大会、1984フランス大会）

| 西ドイツ代表 | 西ドイツ代表 | 西ドイツ代表 |
| 年           | 出場         | 得点         |
| ------------ | ------------ | ------------ |
| 1976         | 2            | 0            |
| 1977         | 6            | 1            |
| 1978         | 12           | 4            |
| 1979         | 8            | 5            |
| 1980         | 10           | 4            |
| 1981         | 11           | 9            |
| 1982         | 13           | 9            |
| 1983         | 10           | 8            |
| 1984         | 8            | 1            |
| 1985         | 6            | 3            |
| 1986         | 9            | 1            |
| Total        | 95           | 45           |

## タイトル

### クラブ
- ブンデスリーガ : 1979–80、1980–81
- ヨーロピアン・カップ : 1975、1976
- インターコンチネンタルカップ : 1976

### 代表
- 欧州選手権 : 1980

### 個人
- 欧州年間最優秀選手　2回（1980、1981）
- ドイツ年間最優秀選手賞　2回（1980、1981）
- ブンデスリーガ得点王　3回（1980、1981、1984）
- スイスリーグ得点王　1回（1989）
- ワールドカップスペイン大会ブロンズボール賞　1回（1982）

国際サッカー歴史統計連盟
- 20世紀世界最優秀選手 35位 (国際サッカー歴史統計連盟選出 1999)
- 20世紀の偉大なサッカー選手100人　35位（ワールドサッカー誌選出　1999）